# Liste des députés européens d'Espagne de la 9e législature

Cet article présente la liste des députés européens d'Espagne élus lors des élections européennes de 2019 en Espagne.

## Députés européens élus en 2019
| Nom                                        | Parti | Parti             | Groupe parlementaire européen | Groupe parlementaire européen |
| ------------------------------------------ | ----- | ----------------- | ----------------------------- | ----------------------------- |
| Sira Abed Rego                             |       | IU                |                               | GUE/NGL                       |
| Mazaly Aguilar                             |       | Vox               |                               | CRE                           |
| Clara Aguilera García                      |       | PSOE              |                               | S&D                           |
| Pablo Arias Echeverría                     |       | PP                |                               | PPE                           |
| Pernando Barrena Arza                      |       | EH Bildu          |                               | GUE/NGL                       |
| María Izaskun Bilbao Barandica             |       | PNV               |                               | RE                            |
| José Ramón Bauzá Díaz                      |       | Cs                |                               | RE                            |
| Isabel Benjumea Benjumea                   |       | PP                |                               | PPE                           |
| Jorge Buxadé Villalba                      |       | Vox               |                               | CRE                           |
| Jordi Cañas Pérez                          |       | Cs                |                               | RE                            |
| Pilar del Castillo Vera                    |       | PP                |                               | PPE                           |
| Antoni Comín Oliveres                      |       | Junts             |                               | NI                            |
| Estrella Durá Ferrandis                    |       | PSOE              |                               | S&D                           |
| Rosa Estaràs Ferragut                      |       | PP                |                               | PPE                           |
| Jonás Fernández Álvarez                    |       | PSOE              |                               | S&D                           |
| Lina Gálvez Muñoz                          |       | PSOE              |                               | S&D                           |
| Ibán García del Blanco                     |       | PSOE              |                               | S&D                           |
| José Manuel García-Margallo y Marfil       |       | PP                |                               | PPE                           |
| Isabel García Muñoz                        |       | PSOE              |                               | S&D                           |
| Iratxe García Pérez                        |       | PSOE              |                               | S&D                           |
| Eider Gardiazabal Rubial                   |       | PSOE              |                               | S&D                           |
| Luis Garicano Gabilondo                    |       | Cs                |                               | RE                            |
| Nicolás González Casares                   |       | PSOE              |                               | S&D                           |
| Mónica Silvana González                    |       | PSOE              |                               | S&D                           |
| Esteban González Pons                      |       | PP                |                               | PPE                           |
| Alícia Homs Ginel                          |       | PSOE              |                               | S&D                           |
| siège vacant                               |       | ERC               |                               |                               |
| Juan Fernando López Aguilar                |       | PSOE              |                               | S&D                           |
| Javier López Fernández                     |       | PSC               |                               | S&D                           |
| Leopoldo López Gil                         |       | PP                |                               | PPE                           |
| Antonio López-Istúriz White                |       | PP                |                               | PPE                           |
| César Luena López                          |       | PSOE              |                               | S&D                           |
| Cristina Maestre Martín de Almagro         |       | PSOE              |                               | S&D                           |
| Adriana Maldonado López                    |       | PSOE              |                               | S&D                           |
| Francisco José Millán Mon                  |       | PP                |                               | PPE                           |
| Javier Moreno Sánchez                      |       | PSOE              |                               | S&D                           |
| Dolors Montserrat Montserrat               |       | PP                |                               | PPE                           |
| Javier Nart Peñalver                       |       | Indépendant       |                               | RE                            |
| Maite Pagazaurtundua Ruiz                  |       | UPyD              |                               | RE                            |
| Manuel Pineda Marín                        |       | IU                |                               | GUE/NGL                       |
| Carles Puigdemont i Casamajó               |       | Junts             |                               | NI                            |
| Diana Riba i Giner                         |       | ERC               |                               | Verts/ALE                     |
| María Eugenia Rodríguez Palop              |       | Podemos           |                               | GUE/NGL                       |
| Inmaculada Rodríguez-Piñero Fernández      |       | PSOE              |                               | S&D                           |
| María Soraya Rodríguez Ramos               |       | Cs                |                               | RE                            |
| Domènec Ruiz Devesa                        |       | PSOE              |                               | S&D                           |
| Ignacio Sánchez Amor                       |       | PSOE              |                               | S&D                           |
| Susana Solís Pérez                         |       | Cs                |                               | RE                            |
| Hermann Leopold Tertsch del Valle-Lersundi |       | Vox               |                               | CRE                           |
| Miguel Urbán Crespo                        |       | Podemos           |                               | GUE/NGL                       |
| Ernest Urtasun Domenech                    |       | Catalunya en Comú |                               | Verts/ALE                     |
| Idoia Villanueva Ruiz                      |       | Podemos           |                               | GUE/NGL                       |
| Juan Ignacio Zoido Álvarez                 |       | PP                |                               | PPE                           |
| Marcos Ros Sempere                         |       | PSOE              |                               | S&D                           |
| Javier Zarzalejos                          |       | PP                |                               | PPE                           |
| Margarita de la Pisa Carrión               |       | Vox               |                               | CRE                           |
| Clara Ponsatí                              |       | Junts             |                               | NI                            |
| Adrián Vázquez Lázara                      |       | Cs                |                               | RE                            |

## Entrants et sortants
| Entrant                      | Parti   | Groupe    | En remplacement de    | Parti    | Groupe    | Date              | Motif |
| ---------------------------- | ------- | --------- | --------------------- | -------- | --------- | ----------------- | --- |
| Marcos Ros Sempere           | PSOE    | S&D       | Postes vacants        |          |           | 1er février 2020  | Redistribution des sièges du Brexit. |
| Gabriel Mato                 | PP      | PPE       | Postes vacants        |          |           | 1er février 2020  | Redistribution des sièges du Brexit. |
| Margarita de la Pisa Carrión | Vox     | CRE       | Postes vacants        |          |           | 1er février 2020  | Redistribution des sièges du Brexit. |
| Clara Ponsatí                | Junts   | NI        | Postes vacants        |          |           | 1er février 2020  | Redistribution des sièges du Brexit. |
| Adrián Vázquez Lázara        | Cs      | RE        | Postes vacants        |          |           | 1er février 2020  | Redistribution des sièges du Brexit. |
| Jordi Solé i Ferrando        | ERC     | Verts/ALE | Oriol Junqueras       | ERC      | Verts/ALE | 23 juin 2020      | Empêchement de siéger par la Commission électorale centrale, le président David Sassoli annonce officiellement la déchéance de ses droits de député européen le 10 janvier 2020 avec effet rétroactif au 3 janvier à la suite de la publication par le Tribunal suprême de son maintien en détention et de son inéligibilité. |
| Ana Miranda                  | BNG     | Verts/ALE | Pernando Barrena      | EH Bildu | GUE/NGL   | 5 septembre 2022  | Démission (accord électoral). |
| Eva-Maria Poptcheva          | Cs      | RE        | Luis Garicano         | Cs       | RE        | 15 septembre 2022 | Démission. |
| Laura Ballarín Cereza        | PSOE    | S&D       | Adriana Maldonado     | PSOE     | S&D       | 6 septembre 2023  | Démission (élue députée aux Cortes Generales). |
| Ana Collado Jiménez          | PP      | PPE       | Esteban González Pons | PP       | PPE       | 6 septembre 2023  | Démission (élu député aux Cortes Generales). |
| Patricia Caro Maya           | Podemos | GUE/NGL   | Ernest Urtasun        | CatComú  | Verts/ALE | 30 novembre 2023  | Démission (nommé ministre). |
| Esther Sanz Selva            | Podemos | GUE/NGL   | Sira Rego             | IU       | GUE/NGL   | 21 décembre 2023  | Démission (nommée ministre). |

## Changement d'affiliation
| Membre | Parti  | Parti   | Groupe | Groupe  | Date |
| Membre | Ancien | Nouveau | Ancien | Nouveau | Date |
| ------ | ------ | ------- | ------ | ------- | ---- |